# Liste des orgues du Nord-Pas-de-Calais protégés aux monuments historiques
Cet article recense les orgues protégés aux monuments historiques en Nord-Pas-de-Calais, France.

## Liste
| Orgue                                                  | Département   | Commune                 | Édifice                                               | Référence | Année     | Protection | Illus. |
| ------------------------------------------------------ | ------------- | ----------------------- | ----------------------------------------------------- | --- | --------- | ---------- | ------ |
| Orgue de tribune buffet, tribune                       | Nord          | Arleux                  | Église Saint-Nicolas d'Arleux                         | « PM59000008 », notice no PM59000008 « PM59001855 », notice no PM59001855                                                                           | 1971      | Classé     |        |
| Orgue de tribune buffet                                | Nord          | Arnèke                  | Église Saint-Martin d'Arnèke                          | « PM59001857 », notice no PM59001857 « PM59001856 », notice no PM59001856                                                                           | 1973      | Inscrit    |        |
| Orgue de tribune buffet                                | Nord          | Aulnoy-lez-Valenciennes | Église Saint-Martin d'Aulnoy-lez-Valenciennes         | « PM59001859 », notice no PM59001859 « PM59001858 », notice no PM59001858                                                                           | 1996      | Inscrit    |        |
| Orgue de tribune buffet, partie instrumentale          | Nord          | Bambecque               | Église Saint-Omer de Bambecque                        | « PM59001861 », notice no PM59001861 « PM59001860 », notice no PM59001860 « PM59001862 », notice no PM59001862                                      | 1973      | Inscrit    |        |
| Orgue de tribune buffet, tribune                       | Nord          | Bierne                  | Église Saint-Géry de Bierné                           | « PM59001863 », notice no PM59001863 | 1976      | Classé     |        |
| Orgue de tribune buffet, tribune                       | Nord          | Blaringhem              | Église Saint-Martin de Blaringhem                     | « PM59000122 », notice no PM59000122 « PM59001864 », notice no PM59001864                                                                           | 1982      | Classé     |        |
| Orgue de tribune buffet                                | Nord          | Boeschepe               | Église Saint-Martin de Boeschepe                      | « PM59001866 », notice no PM59001866 « PM59001865 », notice no PM59001865                                                                           | 2005      | Classé     |        |
| Orgue de tribune partie instrumentale                  | Nord          | Boëseghem               | Église Saint-Léger de Boëseghem                       | « PM59001867 », notice no PM59001867 « PM59000132 », notice no PM59000132                                                                           | 1982      | Classé     |        |
| Orgue de tribune buffet                                | Nord          | Bollezeele              | Église Saint-Wandrille de Bollezeele                  | « PM59001869 », notice no PM59001869 « PM59001868 », notice no PM59001868                                                                           | 1973      | Inscrit    |        |
| Orgue de tribune buffet                                | Nord          | Bouvignies              | Église Saint-Maurice de Bouvignies                    | « PM59001871 », notice no PM59001871 « PM59001870 », notice no PM59001870                                                                           | 1973      | Classé     |        |
| Orgue de tribune buffet, tribune                       | Nord          | Brouckerque             | Église Saint-Omer de Brouckerque                      | « PM59000186 », notice no PM59000186 « PM59001872 », notice no PM59001872                                                                           | 1975      | Classé     |        |
| Orgue de tribune buffet                                | Nord          | Caëstre                 | Église Saint-Omer de Caëstre                          | « PM59001874 », notice no PM59001874 « PM59001873 », notice no PM59001873                                                                           | 2005      | Classé     |        |
| Orgue de tribune buffet                                | Nord          | Cambrai                 | Cathédrale Notre-Dame-de-Grâce de Cambrai             | « PM59001876 », notice no PM59001876 « PM59001875 », notice no PM59001875                                                                           | 1982      | Inscrit    |        |
| Orgue de tribune buffet                                | Nord          | Cambrai                 | Église Saint-Géry de Cambrai                          | « PM59001878 », notice no PM59001878 « PM59001877 », notice no PM59001877                                                                           | 1981      | Inscrit    |        |
| Orgue de tribune buffet                                | Nord          | Le Cateau-Cambrésis     | Église Saint-Martin                                   | « PM59001880 », notice no PM59001880 « PM59001879 », notice no PM59001879                                                                           | 1984      | Inscrit    |        |
| Orgue de tribune partie instrumentale                  | Nord          | Clary                   | Église Saint-Quentin de Clary                         | « PM59001881 », notice no PM59001881 « PM59001882 », notice no PM59001882                                                                           | 1990      | Classé     |        |
| Orgue de tribune buffet                                | Nord          | Condé-sur-l'Escaut      | Église Saint-Wasnon de Condé-sur-l'Escaut             | « PM59001884 », notice no PM59001884 « PM59001883 », notice no PM59001883                                                                           | 1985      | Inscrit    |        |
| Orgue de tribune buffet, tribune                       | Nord          | Curgies                 | Église de l'Immaculée-Conception de Curgies           | « PM59000360 », notice no PM59000360 « PM59001885 », notice no PM59001885                                                                           | 1982      | Classé     |        |
| Orgue de tribune buffet, partie instrumentale          | Nord          | Douai                   | Collégiale Saint-Pierre de Douai                      | « PM59000417 », notice no PM59000417 « PM59001886 », notice no PM59001886 « PM59001887 », notice no PM59001887                                      | 1906      | Classé     |        |
| Orgue de tribune buffet                                | Nord          | Douai                   | Église Saint-Jacques de Douai                         | « PM59001889 », notice no PM59001889 « PM59001888 », notice no PM59001888                                                                           | 1975      | Inscrit    |        |
| Orgue de tribune buffet, partie instrumentale          | Nord          | Fenain                  | Église Saint-André de Fenain                          | « PM59001891 », notice no PM59001891 « PM59001890 », notice no PM59001890 « PM59001575 », notice no PM59001575                                      | 1978      | Inscrit    |        |
| Orgue de tribune buffet, partie instrumentale          | Nord          | Gravelines              | Église Saint-Willibrord de Gravelines                 | « PM59001894 », notice no PM59001894 « PM59001892 », notice no PM59001892 « PM59001893 », notice no PM59001893                                      | 1982      | Inscrit    |        |
| Orgue de tribune partie instrumentale                  | Nord          | Hardifort               | Église Saint-Martin d'Hardifort                       | « PM59001895 », notice no PM59001895 « PM59000629 », notice no PM59000629                                                                           | 1980      | Classé     |        |
| Orgue de tribune buffet, partie instrumentale, tribune | Nord          | Herzeele                | Église Notre-Dame-de-l'Assomption d'Herzeele          | « PM59000658 », notice no PM59000658 « PM59001896 », notice no PM59001896 « PM59001574 », notice no PM59001574                                      | 1980      | Classé     |        |
| Orgue de tribune buffet, tribune                       | Nord          | Hondschoote             | Église Saint-Vaast d'Hondschoote                      | « PM59000672 », notice no PM59000672 « PM59001897 », notice no PM59001897                                                                           | 1978      | Classé     |        |
| Orgue de tribune buffet, partie instrumentale, tribune | Nord          | Houtkerque              | Église Saint-Antoine d'Houtkerque                     | « PM59000696 », notice no PM59000696 « PM59001898 », notice no PM59001898 « PM59000702 », notice no PM59000702                                      | 1980      | Classé     |        |
| Orgue de tribune buffet, tribune                       | Nord          | Killem                  | Église Saint-Michel de Killem                         | « PM59000714 », notice no PM59000714 « PM59001899 », notice no PM59001899                                                                           | 1980      | Classé     |        |
| Orgue de tribune buffet                                | Nord          | Leers                   | Église Saint-Vaast de Leers                           | « PM59001901 », notice no PM59001901 « PM59001900 », notice no PM59001900                                                                           | 1973      | Inscrit    |        |
| Orgue de chœur partie instrumentale                    | Nord          | Lille                   | Église du Sacré-Cœur de Lille                         | « PM59001902 », notice no PM59001902 « PM59001903 », notice no PM59001903                                                                           | 1990      | Inscrit    |        |
| Orgue de tribune buffet                                | Nord          | Lille                   | Église du Sacré-Cœur de Lille                         | « PM59001905 », notice no PM59001905 « PM59001904 », notice no PM59001904                                                                           | 1982      | Inscrit    |        |
| Orgue de chœur                                         | Nord          | Lille                   | Église Saint-André de Lille                           | « PM59001911 », notice no PM59001911 « PM59001910 », notice no PM59001910 « PM59001909 », notice no PM59001909                                      | 1982      | Inscrit    |        |
| Orgue de chœur buffet                                  | Nord          | Lille                   | Église Saint-André de Lille                           | « PM59001910 », notice no PM59001910 « PM59001909 », notice no PM59001909                                                                           | 1973      | Inscrit    |        |
| Orgue de tribune partie instrumentale                  | Nord          | Lille                   | Église Saint-Denis-d'Hellemmes de Lille               | « PM59001912 », notice no PM59001912 « PM59001576 », notice no PM59001576                                                                           | 1990      | Classé     |        |
| Orgue de tribune buffet                                | Nord          | Lille                   | Église Sainte-Catherine de Lille                      | « PM59001914 », notice no PM59001914 « PM59001913 », notice no PM59001913                                                                           | 1973      | Inscrit    |        |
| Orgue de tribune partie instrumentale                  | Nord          | Lille                   | Église Saint-Étienne de Lille                         | « PM59001915 », notice no PM59001915 « PM59000850 », notice no PM59000850                                                                           | 1980      | Classé     |        |
| Orgue de chœur partie instrumentale                    | Nord          | Lille                   | Église Saint-Sauveur de Lille                         | « PM59001906 », notice no PM59001906 « PM59001907 », notice no PM59001907                                                                           | 1991      | Inscrit    |        |
| Orgue de tribune partie instrumentale                  | Nord          | Lille                   | Église Saint-Sauveur de Lille                         | « PM59001908 », notice no PM59001908 « PM59001578 », notice no PM59001578                                                                           | 1991      | Inscrit    |        |
| Orgue de tribune buffet, partie instrumentale          | Nord          | Lille                   | Église Saint-Vincent-de-Paul de Lille                 | « PM59001917 », notice no PM59001917 « PM59001916 », notice no PM59001916 « PM59001918 », notice no PM59001918                                      | 1973      | Inscrit    |        |
| Orgue de tribune buffet, partie instrumentale          | Nord          | Looberghe               | Église Saint-Martin de Looberghe                      | « PM59001920 », notice no PM59001920 « PM59001919 », notice no PM59001919 « PM59000989 », notice no PM59000989                                      | 1980      | Classé     |        |
| Orgue de tribune partie instrumentale                  | Nord          | Marchiennes             | Église Sainte-Rictrude de Marchiennes                 | « PM59001921 », notice no PM59001921 « PM59001022 », notice no PM59001022                                                                           | 1980      | Classé     |        |
| Orgue de tribune buffet, partie instrumentale          | Nord          | Maroilles               | Église Saint-Humbert de Maroilles                     | « PM59001037 », notice no PM59001037 « PM59001922 », notice no PM59001922 « PM59001031 », notice no PM59001031                                      | 1965      | Classé     |        |
| Orgue de tribune buffet, partie instrumentale, tribune | Nord          | Millam                  | Église Saint-Omer de Millam                           | « PM59001924 », notice no PM59001924 « PM59001923 », notice no PM59001923 « PM59001089 », notice no PM59001089                                      | 1980      | Classé     |        |
| Orgue de tribune buffet                                | Nord          | Morbecque               | Église Saint-Thomas-de-Cantorbéry de Morbecque        | « PM59001926 », notice no PM59001926 « PM59001925 », notice no PM59001925                                                                           | 1984      | Inscrit    |        |
| Orgue de tribune partie instrumentale                  | Nord          | Ochtezeele              | Église Saint-Omer d'Ochtezeele                        | « PM59001927 », notice no PM59001927 « PM59001123 », notice no PM59001123                                                                           | 1982      | Classé     |        |
| Orgue de tribune buffet                                | Nord          | Oxelaëre                | Église Saint-Martin d'Oxelaëre                        | « PM59001929 », notice no PM59001929 « PM59001928 », notice no PM59001928                                                                           | 1973      | Inscrit    |        |
| Orgue de tribune buffet, partie instrumentale, tribune | Nord          | Pitgam                  | Église Saint-Folquin de Pitgam                        | « PM59001150 », notice no PM59001150 « PM59001930 », notice no PM59001930 « PM59001152 », notice no PM59001152                                      | 1976      | Classé     |        |
| Orgue de tribune buffet                                | Nord          | Pont-sur-Sambre         | Église de la Nativité-de-la-Vierge de Pont-sur-Sambre | « PM59001932 », notice no PM59001932 « PM59001931 », notice no PM59001931                                                                           | 1976      | Inscrit    |        |
| Orgue de tribune buffet                                | Nord          | Quaëdypre               | Église Saint-Omer de Quaëdypre                        | « PM59001172 », notice no PM59001172 « PM59001933 », notice no PM59001933                                                                           | 1977      | Classé     |        |
| Orgue de tribune buffet, partie instrumentale          | Nord          | Quarouble               | Église Saint-Antoine de Quarouble                     | « PM59001936 », notice no PM59001936 « PM59001934 », notice no PM59001934 « PM59001935 », notice no PM59001935                                      | 1998      | Classé     |        |
| Orgue de tribune buffet                                | Nord          | Raismes                 | Église Saint-Nicolas de Raismes                       | « PM59001938 », notice no PM59001938 « PM59001937 », notice no PM59001937                                                                           | 1980      | Inscrit    |        |
| Orgue de tribune buffet                                | Nord          | Renescure               | Église Notre-Dame de Renescure                        | « PM59001940 », notice no PM59001940 « PM59001939 », notice no PM59001939                                                                           | 1980      | Inscrit    |        |
| Orgue de tribune buffet, tribune                       | Nord          | Rexpoëde                | Église Saint-Omer de Rexpoëde                         | « PM59001215 », notice no PM59001215 « PM59001941 », notice no PM59001941                                                                           | 1980      | Classé     |        |
| Orgue de tribune partie instrumentale                  | Nord          | Roubaix                 | Église Notre-Dame de Roubaix                          | « PM59001942 », notice no PM59001942 « PM59001943 », notice no PM59001943                                                                           | 1973      | Classé     |        |
| Orgue de tribune buffet, partie instrumentale          | Nord          | Roubaix                 | Église Saint-François de Roubaix                      | « PM59001946 », notice no PM59001946 « PM59001944 », notice no PM59001944 « PM59001945 », notice no PM59001945                                      | 2001      | Classé     |        |
| Orgue de tribune partie instrumentale                  | Nord          | Roubaix                 | Église Saint-Jean-Baptiste de Roubaix                 | « PM59001947 », notice no PM59001947 « PM59001577 », notice no PM59001577                                                                           | 1990      | Classé     |        |
| Orgue de tribune buffet                                | Nord          | Roubaix                 | Église Saint-Joseph de Roubaix                        | « PM59001948 », notice no PM59001948 « PM59001979 », notice no PM59001979                                                                           | 1982      | Inscrit    |        |
| Orgue de tribune buffet, partie instrumentale, tribune | Nord          | Rubrouck                | Église Saint-Sylvestre de Rubrouck                    | « PM59001250 », notice no PM59001250 « PM59001949 », notice no PM59001949 « PM59001253 », notice no PM59001253                                      | 1980      | Classé     |        |
| Orgue de tribune buffet                                | Nord          | Sebourg                 | Église Saint-Druon de Sebourg                         | « PM59001313 », notice no PM59001313 « PM59001950 », notice no PM59001950                                                                           | 1975      | Classé     |        |
| Orgue de tribune buffet                                | Nord          | Sercus                  | Église Saint-Érasme de Sercus                         | « PM59001952 », notice no PM59001952 « PM59001951 », notice no PM59001951                                                                           | 1972      | Inscrit    |        |
| Orgue de tribune buffet                                | Nord          | Solre-le-Château        | Église Saint-Pierre de Solre-le-Château               | « PM59001355 », notice no PM59001355 « PM59001953 », notice no PM59001953                                                                           | 1910      | Classé     |        |
| Orgue de tribune buffet                                | Nord          | Somain                  | Église Saint-Michel de Somain                         | « PM59001955 », notice no PM59001955 « PM59001954 », notice no PM59001954                                                                           | 1981      | Inscrit    |        |
| Orgue de tribune buffet, tribune                       | Nord          | Staple                  | Église Saint-Omer de Staple                           | « PM59001376 », notice no PM59001376 « PM59001956 », notice no PM59001956                                                                           | 1980      | Classé     |        |
| Orgue de tribune buffet, tribune                       | Nord          | Steenbecque             | Église Saint-Pierre de Steenbecque                    | « PM59001386 », notice no PM59001386 « PM59001957 », notice no PM59001957                                                                           | 1980      | Classé     |        |
| Orgue de tribune buffet                                | Nord          | Steenvoorde             | Église Saint-Pierre de Steenvoorde                    | « PM59001959 », notice no PM59001959 « PM59001958 », notice no PM59001958                                                                           | 1979      | Inscrit    |        |
| Orgue de tribune buffet                                | Nord          | Thiennes                | Église Saint-Pierre de Thiennes                       | « PM59001961 », notice no PM59001961 « PM59001960 », notice no PM59001960                                                                           | 1972      | Inscrit    |        |
| Orgue de tribune buffet                                | Nord          | Tourcoing               | Église Saint-Christophe de Tourcoing                  | « PM59001963 », notice no PM59001963 « PM59001962 », notice no PM59001962                                                                           | 1973      | Inscrit    |        |
| Orgue de chœur partie instrumentale                    | Nord          | Valenciennes            | Basilique Notre-Dame du Saint-Cordon                  | « PM59001964 », notice no PM59001964 « PM59001965 », notice no PM59001965                                                                           | 1994      | Classé     |        |
| Orgue de tribune partie instrumentale                  | Nord          | Valenciennes            | Basilique Notre-Dame du Saint-Cordon                  | « PM59001966 », notice no PM59001966 « PM59001967 », notice no PM59001967                                                                           | 1994      | Classé     |        |
| Orgue de tribune buffet                                | Nord          | Valenciennes            | Église Saint-Nicolas de Valenciennes                  | « PM59001969 », notice no PM59001969 « PM59001968 », notice no PM59001968                                                                           | 1973      | Inscrit    |        |
| Orgue de chœur orgue                                   | Nord          | Valenciennes            | Hôpital général de Valenciennes                       | « PM59001980 », notice no PM59001980 | 2006      | Inscrit    |        |
| Orgue de tribune buffet                                | Nord          | Vieux-Reng              | Église Saint-Cyriaque de Vieux-Reng                   | « PM59001971 », notice no PM59001971 « PM59001970 », notice no PM59001970                                                                           | 1977      | Inscrit    |        |
| Orgue de tribune buffet                                | Nord          | Volckerinckhove         | Église Saint-Folquin de Volckerinckhove               | « PM59001973 », notice no PM59001973 « PM59001972 », notice no PM59001972                                                                           | 1981      | Inscrit    |        |
| Orgue de tribune partie instrumentale                  | Nord          | Wemaers-Cappel          | Église Saint-Martin de Wemaers-Cappel                 | « PM59001975 », notice no PM59001975 « PM59001516 », notice no PM59001516                                                                           | 1982      | Classé     |        |
| Orgue de tribune buffet, partie instrumentale, tribune | Nord          | West-Cappel             | Église Saint-Sylvestre de West-Cappel                 | « PM59001976 », notice no PM59001976 « PM59001535 », notice no PM59001535                                                                           | 1980 1982 | Classé     |        |
| Orgue de tribune buffet, tribune                       | Nord          | Zegerscappel            | Église Saint-Omer de Zegerscappel                     | « PM59001556 », notice no PM59001556 « PM59001977 », notice no PM59001977                                                                           | 1980      | Classé     |        |
| Orgue de tribune buffet, tribune                       | Nord          | Zermezeele              | Église Saint-Omer de Zermezeele                       | « PM59001571 », notice no PM59001571 « PM59001978 », notice no PM59001978                                                                           | 1980      | Classé     |        |
| Orgue de tribune buffet                                | Pas-de-Calais | Aire-sur-la-Lys         | Collégiale Saint-Pierre d'Aire-sur-la-Lys             | « PM62000014 », notice no PM62000014 « PM62001911 », notice no PM62001911                                                                           | 1949      | Classé     |        |
| Orgue de tribune orgue                                 | Pas-de-Calais | Arras                   | Cathédrale Notre-Dame-et-Saint-Vaast d'Arras          | « PM62001939 », notice no PM62001939 | 1906      | Classé     |        |
| Orgue de tribune buffet                                | Pas-de-Calais | Auchy-lès-Hesdin        | Abbatiale Saint-Georges d'Auchy-lès-Hesdin            | « PM62000206 », notice no PM62000206 « PM62001912 », notice no PM62001912                                                                           | 1983      | Classé     |        |
| Orgue buffet, partie instrumentale                     | Pas-de-Calais | Audruicq                | Église Saint-Martin d'Audruicq                        | « PM62000388 », notice no PM62000388 « PM62001914 », notice no PM62001914 « PM62001913 », notice no PM62001913 « PM62000218 », notice no PM62000218 | 1938      | Classé     |        |
| Orgue de tribune buffet, partie instrumentale          | Pas-de-Calais | Auxi-le-Château         | Église Saint-Martin d'Auxi-le-Château                 | « PM62000221 », notice no PM62000221 « PM62001915 », notice no PM62001915 « PM62000222 », notice no PM62000222                                      | 1908      | Classé     |        |
| Orgue de tribune buffet, partie instrumentale          | Pas-de-Calais | Boulogne-sur-Mer        | Église Saint-Nicolas de Boulogne-sur-Mer              | « PM62000383 », notice no PM62000383 « PM62001916 », notice no PM62001916 « PM62001917 », notice no PM62001917                                      | 1955      | Classé     |        |
| Orgue de tribune buffet, tribune                       | Pas-de-Calais | Calais                  | Église Notre-Dame de Calais                           | « PM62000452 », notice no PM62000452 « PM62001918 », notice no PM62001918                                                                           | 1971      | Classé     |        |
| Orgue de tribune buffet, partie instrumentale          | Pas-de-Calais | Fruges                  | Église Saint-Bertulphe de Fruges                      | « PM62001921 », notice no PM62001921 « PM62001919 », notice no PM62001919 « PM62001920 », notice no PM62001920                                      | 1985      | Inscrit    |        |
| Orgue de tribune buffet, partie instrumentale          | Pas-de-Calais | Guînes                  | Église Saint-Pierre-aux-Liens de Guînes               | « PM62001924 », notice no PM62001924 « PM62001922 », notice no PM62001922 « PM62001923 », notice no PM62001923                                      | 1996      | Classé     |        |
| Orgue de tribune partie instrumentale                  | Pas-de-Calais | Laventie                | Église Saint-Vaast de Laventie                        | « PM62001925 », notice no PM62001925 « PM62001926 », notice no PM62001926                                                                           | 1995      | Inscrit    |        |
| Orgue de tribune buffet                                | Pas-de-Calais | Licques                 | Église Notre-Dame de Licques                          | « PM62000969 », notice no PM62000969 « PM62001927 », notice no PM62001927                                                                           | 1978      | Classé     |        |
| Orgue de tribune partie instrumentale                  | Pas-de-Calais | Marconnelle             | Église Sainte-Croix de Marconnelle                    | « PM62001928 », notice no PM62001928 « PM62001712 », notice no PM62001712                                                                           | 1990      | Classé     |        |
| Orgue de tribune buffet, partie instrumentale          | Pas-de-Calais | Nielles-lès-Ardres      | Église Saint-Pierre de Nielles-lès-Ardres             | « PM62001155 », notice no PM62001155 « PM62001929 », notice no PM62001929 « PM62001930 », notice no PM62001930                                      | 1911      | Classé     |        |
| Orgue de tribune partie instrumentale                  | Pas-de-Calais | Oye-Plage               | Église Saint-Médard d'Oye-Plage                       | « PM62001931 », notice no PM62001931 « PM62001711 », notice no PM62001711                                                                           | 1990      | Classé     |        |
| Orgue de tribune buffet, partie instrumentale, tribune | Pas-de-Calais | Saint-Omer              | Église Notre-Dame de Saint-Omer                       | « PM62001406 », notice no PM62001406 « PM62001932 », notice no PM62001932 « PM62001416 », notice no PM62001416                                      | 1908      | Classé     |        |
| Orgue de tribune buffet, tribune                       | Pas-de-Calais | Saint-Omer              | Église Saint-Denis de Saint-Omer                      | « PM62001457 », notice no PM62001457 « PM62001933 », notice no PM62001933                                                                           | 1979      | Classé     |        |
| Orgue de tribune partie instrumentale                  | Pas-de-Calais | Saint-Pol-sur-Ternoise  | Église Saint-Paul de Saint-Pol-sur-Ternoise           | « PM62001934 », notice no PM62001934 « PM62001935 », notice no PM62001935                                                                           | 2003      | Classé     |        |
| Orgue de tribune buffet, partie instrumentale          | Pas-de-Calais | Tournehem-sur-la-Hem    | Église Saint-Médard de Tournehem-sur-la-Hem           | « PM62001576 », notice no PM62001576 « PM62001936 », notice no PM62001936 « PM62001580 », notice no PM62001580                                      | 1911      | Classé     |        |
| Orgue de tribune partie instrumentale                  | Pas-de-Calais | Wimereux                | Église de l'Immaculée-Conception de Wimereux          | « PM62001937 », notice no PM62001937 | 1987      | Classé     |        |